# الگا خایداس
اُلگا خایداس (لهستانی: Olga Chajdas؛ زادهٔ ۵ فوریه ۱۹۸۳) کارگردان اهل لهستان است.
از فیلم‌ها یا مجموعه‌های تلویزیونی که وی در آن‌ها نقش داشته است، می‌توان به کارگزار من، هیولاهای کراکوف، مرز، ۱۹۸۳، رنگ‌های خوشبختی، اولا بی‌ریخته، تیم، در تاریکی و یانوشیک: روایتی واقعی اشاره نمود.
وی در سال ۲۰۲۰ برندهٔ جایزهٔ فیلم لهستان در شاخهٔ «کارگردانی بهترین مجموعه تلویزیونی داستانی» شد.